# Raymond Faure
Pour les articles homonymes, voir Faure.
Raymond Faure est un acteur et décorateur de théâtre français, né le 31 mai 1915 dans le 14e arrondissement de Paris et mort le 2 mars 1972 dans le 16e arrondissement de Paris.

## Filmographie
- 1933 : Casanova de René Barberis
- 1946 : Les Aventures de Casanova de Jean Boyer - Film tourné en deux époques -
- 1949 : Orphée de Jean Cocteau
- 1952 : La Minute de vérité de Jean Delannoy
- 1955 : Chiens perdus sans collier de Jean Delannoy
- 1971 : La Maffia du plaisir de Jean-Claude Roy

## Théâtre
- 1935 : Margot d'Édouard Bourdet, mise en scène Pierre Fresnay, Théâtre Marigny
- 1953 : Le Songe d'une nuit d'été de William Shakespeare, mise en scène Michel Saint-Denis, Comédie de l'Est
- 1953 : Tessa, la nymphe au cœur fidèle de Jean Giraudoux, mise en scène Michel Saint-Denis, Comédie de l'Est